# 梅塞納斯

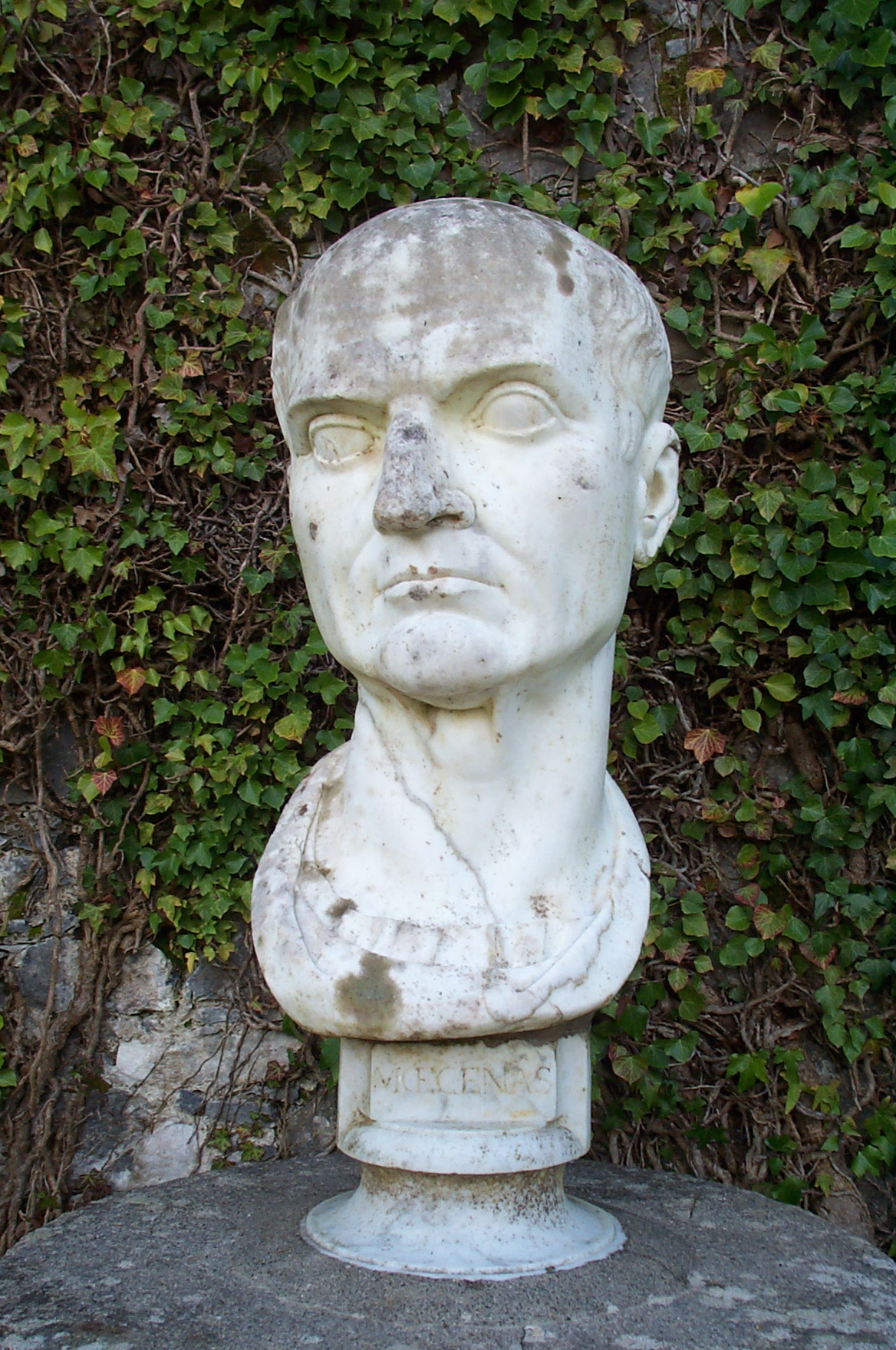
梅塞納斯头像

蓋烏斯·梅塞納斯（Gaius Cilnius Maecenas，前70年4月13日－前8年10月），是罗马帝国皇帝奥古斯都的谋臣，著名的外交家，同时还是诗人艺术家的保护人。诗人维吉尔和贺拉斯都曾蒙他提携。他的名字在西方被认为是文学艺术赞助者的代名词。

## 生平
梅塞纳斯出身良好，有伊特鲁利亚血统，家境富裕。但是他的地位和权利主要来自于奥古斯都。
早在前40年，作为谋士，他促成了屋大维的第一次婚姻，并参与了恺撒死后屋大维与布鲁图派的妥协和与安东尼的联盟。他的名字在穆蒂纳（Mutina，现名摩德納）、腓立比、佩鲁贾战役中也有提及。梅塞纳斯一直受到奥古斯都的信任，后者征战四方时，他经常受命担任其在国内的行政代理。与庞培之子进行的西西里战争期间，以及亚克兴战役期间都是如此。但是在后期，他们的关系日趋冷淡，据传奥古斯都与梅塞纳斯的妻子特伦西娅（Terentia）有染。即使如此，梅塞纳斯仍指定奥古斯都为其唯一遗产继承人。
对于梅塞纳斯的个性，自古以来就有不同的说法。众所公认的是他的行政管理能力和外交手腕。他帮助屋大维在波谲云诡的权力斗争中立足，选择正确的时机结盟，特别是后三头结盟时帮助屋大维制定了相对人性的政策赢得人心。对于奥古斯都上台后迅速建立新秩序，他也贡献巨大。据维莱伊乌斯·帕特尔库鲁斯形容，他“危急关头机警活跃、富有远见、行动果决；闲暇时分则奢华纤弱更胜女流”，贺拉斯的文字中似乎也暗示梅塞纳斯不如一般的罗马人强壮。

## 艺术保护人
梅塞纳斯一向以资助诗人闻名。前39年，维吉尔把贺拉斯介绍给他，梅塞纳斯慷慨的提供了资助，甚至包括一幢萨宾山的房产。贺拉斯颂歌的第一首即献给了梅塞纳斯。其他受保护人包括Propertius，Varius Rufus，Plotius Tucca，Valgius Rufus，Domitius Marsus等。他的慷慨不仅让当时的受惠者们感激不尽，且引起了后世文人的感佩。
他资助文学，不是为了虚名或盲目追捧，而是出于更高的考量。他慧眼识珠，让最有才华的诗人为新秩序所用。维吉尔的创作从《牧歌集》（Eclogues）到《农事诗》（Georgics）的转变正是一个实例。梅塞纳斯以自己的直率和诚挚赢得了身边这群天才们的尊重，也通过他们的作品获得了不朽的声名。
梅塞纳斯本人亦写作诗歌散文，有二十多篇断片传世。不过他的写作才华显然不及他的识人眼光。他的一篇写反奥古斯都者的诗歌曾被奥古斯都本人嘲笑过。根据Dio Cassius所言，梅塞纳斯还发明过一套速记法。

## 影响

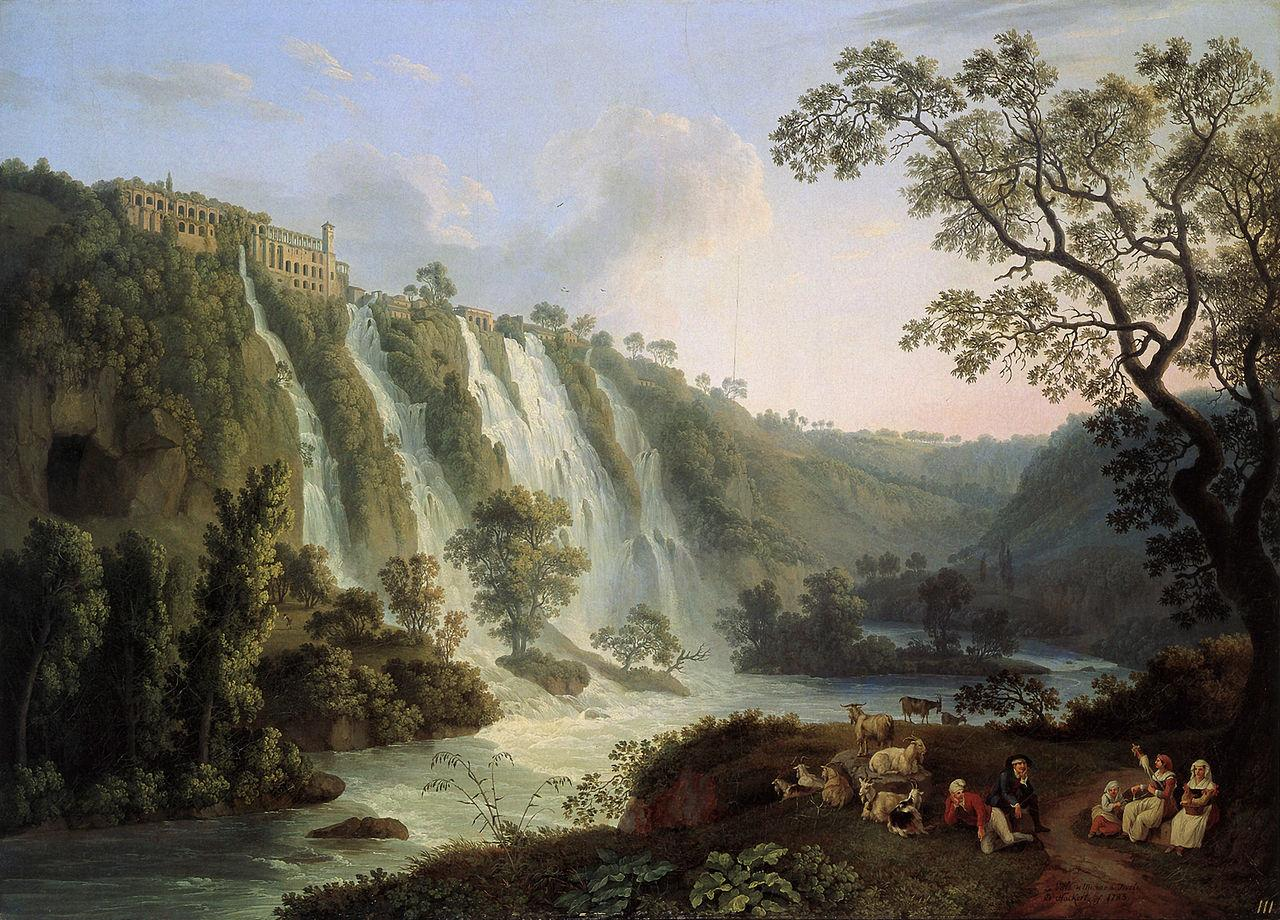
梅塞纳斯的花园，藏于意大利蒂沃利，Jacob Philipp Hackert1783年所作

梅塞纳斯的花园非常有名，它坐落于罗马七山丘之一的埃斯奎利诺山。据说是罗马最早建有热水浴池的豪宅，塞內卡亦曾批评其奢华。
在很多西方语言中，都有以他名字衍生的词汇意指艺术赞助人。
- 英语：Maecenas
- 荷兰语：mecenaat
- 法语：mécénat
- 德语：Mäzen
- 意大利语：mecenatismo
- 斯洛文尼亚语：mecen

在HBO的电视剧《罗马》中，梅塞纳斯由亚历克斯·文德翰（Alex Wyndham）扮演。在英国、意大利合拍的迷你剧'Imperium: Augustus'中，梅塞纳斯由拉塞尔·巴尔（Russell Barr）扮演。